# بولن‌هارست
بولن‌هارست (به انگلیسی: Bolnhurst) یک روستا در بریتانیا است که در Bolnhurst and Keysoe واقع شده‌است.